# Cédric Kahn
Cédric Kahn (Fontenay-aux-Roses, 17 de junio de 1966) es un actor, director y esceneógrafo francés.

## Biografía
Nacido de padre arquitecto y de madre farmacéutica, Cédric Kahn creció en Drôme. Poco apasionado por los estudios tradicionales, manifestó una fuerte pasión por el cine desde su adolescencia, y con varios jóvenes de su escuela secundaria en  Crest conducía un programa de radio de crítica cinematográfica. Se fue a la capital donde obtuvo el bachillerato y en pocos años logró abrirse camino en el mundo del cine. Incluso fue asistente del editor Yann Dedet en la película de Maurice Pialat, "Bajo el sol de Satán", Palma de Oro en el Festival Internacional de Cine de Cannes de 1987.
En el Festival Internacional de Cine de Berlín de 2018, su película El creyente compite por el Oso de Oro. Su intérprete principal, Anthony Bajon, ganó el Oso de Plata al mejor actor.
En 1994 con su segundo largometraje Trop de bonheur ganó el Premio Jean Vigo.
En 2019, estrena su película Happy Birthday con Catherine Deneuve, Vincent Macaigne y Emmanuelle Bercot.
En 2023 su película Le procès Goldman es escogido para abrir la Quincena de Cineastas del Festival Internacional de Cine de Cannes de 2023. En ella retrata el segundo proceso contra Pierre Goldman en 1976. El film obtuvo ocho nominaciones a los Premios César, de las que ganó el César al mejor actor.
En 2024 la comedia Making of, en la que retrata el rodaje de un film en el que el director se ve sobrepasado por los acontecimientos, es muy bien recibida por la crítica especializada.

## Filmografía
* Fuente: Página del cineasta en IMDb 
| Año  | Título original                               | Título en castellano       | Acreditado como... | Acreditado como... | Acreditado como... | Anotaciones                   |
| Año  | Título original                               | Título en castellano       | Actor              | Guionista          | Director           | Anotaciones                   |
| ---- | --------------------------------------------- | -------------------------- | ------------------ | ------------------ | ------------------ | ----------------------------- |
| 1990 | Outremer                                      | -                          | No                 | Sí                 | No                 |                               |
| 1990 | Les dernières heures du millénaire            | -                          | No                 | Sí                 | Sí                 | Cortometraje.                 |
| 1991 | Bar des rails                                 | -                          | No                 | Sí                 | Sí                 |                               |
| 1993 | Les gens normaux n'ont rien d'exceptionnel    | -                          | No                 | Sí                 | No                 |                               |
| 1994 | Trop de bonheur                               | -                          | No                 | Sí                 | Sí                 |                               |
| 1994 | Tous les garçons et les filles de leur âge... | -                          | No                 | Sí                 | Sí                 | Serie de TV. 1 episodio.      |
| 1995 | N'oublie pas que tu vas mourir                | No olvides que vas a morir | Sí                 | No                 | No                 |                               |
| 1996 | Culpabilité zéro                              | -                          | No                 | Sí                 | Sí                 | Telefilme.                    |
| 1998 | L'ennui                                       | -                          | No                 | Sí                 | Sí                 |                               |
| 2001 | Roberto Succo                                 | Roberto Succo              | No                 | Sí                 | Sí                 |                               |
| 2004 | Feux rouges                                   | -                          | No                 | Sí                 | Sí                 |                               |
| 2005 | L'avion                                       | -                          | No                 | Sí                 | Sí                 |                               |
| 2006 | Les ambitieux                                 | -                          | No                 | Sí                 | No                 |                               |
| 2009 | Les regrets                                   | -                          | No                 | Sí                 | Sí                 |                               |
| 2010 | In the Spirit Of                              | -                          | Sí                 | No                 | No                 | Serie de TV. 1 episodio.      |
| 2011 | Une vie meilleure                             | Una vida mejor             | No                 | Sí                 | Sí                 |                               |
| 2012 | Alyah                                         | -                          | Sí                 | No                 | No                 |                               |
| 2013 | Tirez la langue, mademoiselle                 | -                          | Sí                 | No                 | No                 |                               |
| 2014 | Vie sauvage                                   | Vida salvaje               | Sí                 | No                 | Sí                 |                               |
| 2015 | Les anarchistes                               | -                          | Sí                 | No                 | No                 |                               |
| 2016 | Un homme à la hauteur                         | Un hombre de altura        | Sí                 | No                 | No                 |                               |
| 2016 | L'économie du couple                          | -                          | Sí                 | No                 | No                 |                               |
| 2018 | Zimna wojna                                   | Cold War                   | Sí                 | No                 | No                 |                               |
| 2018 | Marche ou crève                               | -                          | Sí                 | No                 | No                 |                               |
| 2018 | Dix pour cent                                 | -                          | Sí                 | No                 | No                 | Serie de TV. 1 episodio.      |
| 2018 | La dernière nuit                              | -                          | Sí                 | No                 | No                 | Cortometraje.                 |
| 2018 | La prière                                     | El creyente                | No                 | Sí                 | Sí                 |                               |
| 2019 | Fête de famille                               | -                          | Sí                 | Sí                 | Sí                 |                               |
| 2021 | Le bal des folles                             | -                          | Sí                 | No                 | No                 |                               |
| 2022 | Lucienne dans un monde sans solitude          | -                          | Sí                 | No                 | No                 | Cortometraje.                 |
| 2022 | Novembre                                      | Novembre                   | Sí                 | No                 | No                 |                               |
| 2022 | Neneh Superstar                               | Súper bailarina            | Sí                 | No                 | No                 |                               |
| 2022 | Esprit d'hiver                                | -                          | Sí                 | No                 | No                 | Miniserie de TV. 3 episodios. |
| 2022 | Un hiver en été                               | -                          | Sí                 | No                 | No                 |                               |
| 2023 | Les secrets de la princesse de Cadignan       | -                          | Sí                 | No                 | No                 |                               |
| 2023 | Madame de Sévigné                             | -                          | Sí                 | No                 | No                 |                               |
| 2023 | Le procès Goldman                             | El caso Goldman            | No                 | Sí                 | Sí                 |                               |
| 2023 | Making Of                                     | -                          | No                 | Sí                 | Sí                 |                               |
| 2024 | Les poussières                                | -                          | Sí                 | No                 | No                 | Voz.                          |
| 2024 | Drone                                         | -                          | Sí                 | No                 | No                 |                               |
| 2024 | Ollie                                         | -                          | Sí                 | No                 | No                 |                               |
| 2024 | Le choix                                      | -                          | Sí                 | No                 | No                 |                               |

## Premios y distinciones
* Fuente: Página del cineasta en IMDb 
| Año  | Premio / Festival                               | Categoría                            | Título          | Resultado |
| ---- | ----------------------------------------------- | ------------------------------------ | --------------- | --------- |
| 1991 | Festival Internacional de Cine de Venecia       | Semana de la Crítica                 | Bar des rails   | Nominado  |
| 1994 | Festival de Cannes                              | Premio artista técnico de la CST     | Trop de bonheur | Ganador   |
| 1994 | Premio Jean Vigo                                | Mejor largometraje                   | Trop de bonheur | Ganador   |
| 1994 | Festival de Cine de Turín                       | Concurso de largometrajes            | Trop de bonheur | Nominado  |
| 1998 | Festival Internacional de Cine de Montreal      | Gran premio de las Américas          | L'ennui         | Nominado  |
| 1998 | Premio Louis Delluc                             | Mejor película francesa del año      | L'ennui         | Ganador   |
| 2001 | Festival de Cannes                              | Palma de Oro                         | Roberto Succo   | Nominado  |
| 2001 | Festival Internacional de Cine de Chicago       | Gold Hugo                            | Roberto Succo   | Nominado  |
| 2004 | Festival Internacional de Cine de Berlín        | Oso de Oro                           | Feux rouges     | Nominado  |
| 2005 | Premios Independent Spirit                      | Mejor película extranjera            | Feux rouges     | Nominado  |
| 2009 | Festival de Cine de Roma                        | Marco Aurelio de oro                 | Les regrets     | Nominado  |
| 2011 | Festival de Cine de Roma                        | Marco Aurelio de oro                 | Una vida mejor  | Nominado  |
| 2011 | Lisbon & Estoril Film Festival                  | Mejor película / Competición oficial | Una vida mejor  | Nominado  |
| 2011 | Lisbon & Estoril Film Festival                  | Premio Cineuropa                     | Una vida mejor  | Ganador   |
| 2011 | Lisbon & Estoril Film Festival                  | Premio Especial del Jurado           | Una vida mejor  | Ganador   |
| 2014 | Festival Internacional de Cine de San Sebastián | Premio Especial del Jurado           | Vie sauvage     | Ganador   |
| 2014 | Festival Internacional de Cine de San Sebastián | Concha de Oro                        | Vie sauvage     | Nominado  |
| 2015 | Festival Internacional de Cine de Estambul      | Tulipán dorado                       | Vie sauvage     | Nominado  |
| 2015 | Premios Lumières                                | Mejor dirección                      | Vie sauvage     | Nominado  |
| 2018 | Festival Internacional de Cine de Berlín        | Oso de Oro                           | El creyente     | Nominado  |
| 2018 | Festival Internacional de Cine de Gijón         | Mejor Largometraje                   | El creyente     | Nominado  |
| 2018 | Festival de Cine de Jerusalén                   | Premio Gabriel Sherover              | El creyente     | Nominado  |
| 2018 | Premio Louis Delluc                             | Mejor película francesa del año      | El creyente     | Nominado  |
| 2019 | Lisbon & Estoril Film Festival                  | Premio LeCoultre                     | Fête de famille | Nominado  |
| 2023 | Festival Internacional de Cine de Venecia       | Premio Cinema & Arts                 | Making of       | Ganador   |
| 2023 | Festival de Cannes                              | Quincena de Cineastas                | El caso Goldman | Nominado  |
| 2023 | Lisbon & Estoril Film Festival                  | Mejor película                       | El caso Goldman | Nominado  |
| 2023 | Lisbon & Estoril Film Festival                  | Premio Especial del Jurado           | El caso Goldman | Ganador   |
| 2024 | Premios César                                   | César a la mejor dirección           | El caso Goldman | Nominado  |
| 2024 | Premios César                                   | César al mejor guion original        | El caso Goldman | Nominado  |
| 2024 | Premios César                                   | César a la mejor película            | El caso Goldman | Nominado  |
| 2024 | Premios Lumières                                | Mejor película                       | El caso Goldman | Nominado  |
| 2024 | Premios Lumières                                | Mejor director                       | El caso Goldman | Nominado  |
| 2024 | Premios Lumières                                | Mejor guion                          | El caso Goldman | Nominado  |